# Шацкий историко-культурный центр
Ша́цкий исто́рико-культу́рный центр — муниципальное бюджетное учреждение культуры Шацкого района Рязанской области, расположенное в районном центре г. Шацке.

## История центра
Историко-краеведческий центр образован 11 января 2005 года как учреждение культурно-досугового и музейного типа. Размещён в построенном в 1908 году одноэтажном здании в центре г. Шацка по адресу ул. Карла Маркса, д. 39 54°01′43″ с. ш. 41°42′42″ в. д.. В 2013 году переименован в МБУК «Историко-культурный центр».
В 2020 году принято решение о расширении центра. Из федерального, регионального и местного бюджетов выделены средства на ремонт трёх зданий, одно из которых — двухэтажное здание бывшей школы 1910 года постройки, расположенное по адресу ул. Комсомольская, д. 5.
Директора центра
- Яценко Любовь Петровна (с 2011 по 2016 год)
- Уртикова Юлия Владимировна (с 2016 года)

## Собрание центра
Коллекция центра насчитывает более 4 тысяч единиц хранения, 36 % из них представлены в открытом доступе на постоянных выставках. В центре собраны предметы этнографии и археологии, коллекции из дерева, керамики, стекла, письменные источники.

## Экспозиции музея
В четырёх залах центра работают постоянные выставки:
- «Русь избяная» — воссоздан традиционный крестьянский дом начала прошлого века с обязательным красным углом и бабьим кутом. Здесь представлены мебель, одежда, орудия труда и предметы быта той поры. Также можно услышать предания и были шацкой земли, узнать о местных диалектах;
- «Шацк в зеркале истории» — экспозиция знакомит с мещанским и купеческим бытом. Работает «историческое фотоателье» с нарядами позапрошлого века;
- «Была война на всех одна» — экспозиции, посвящённые боевым и трудовым подвигам шатчан в период Великой Отечественной войны;
- «Достижение космонавтики — потенциал человечества» — в зале представлены макеты космического корабля «Буран», спутника «Янтарь», плавучего космодрома «Морской старт» и ракеты-носителя «Протон», скафандр и гидрокостюм, образцы космического питания.